# Punta Unossi

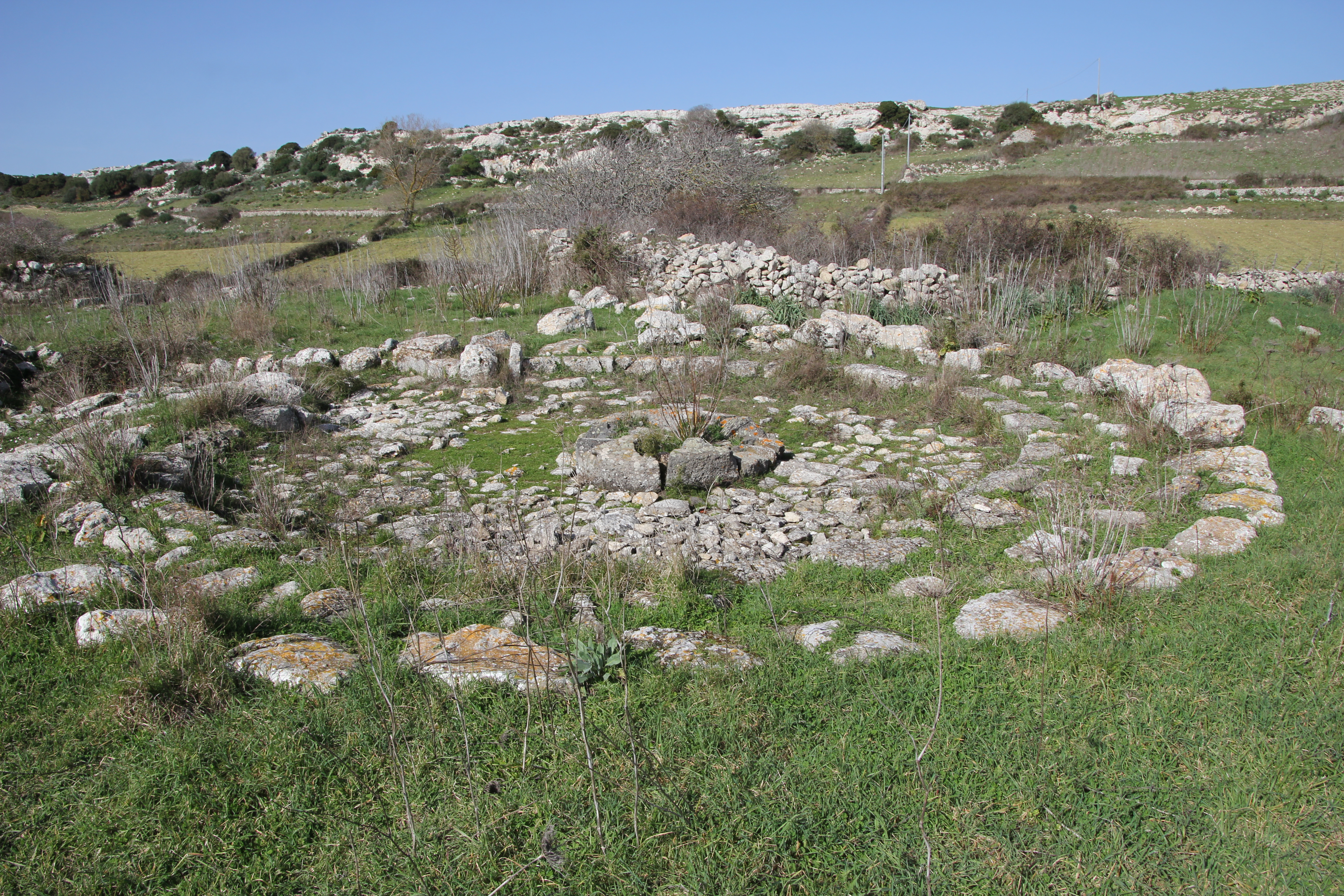
Punta Unossi – Rundhütte

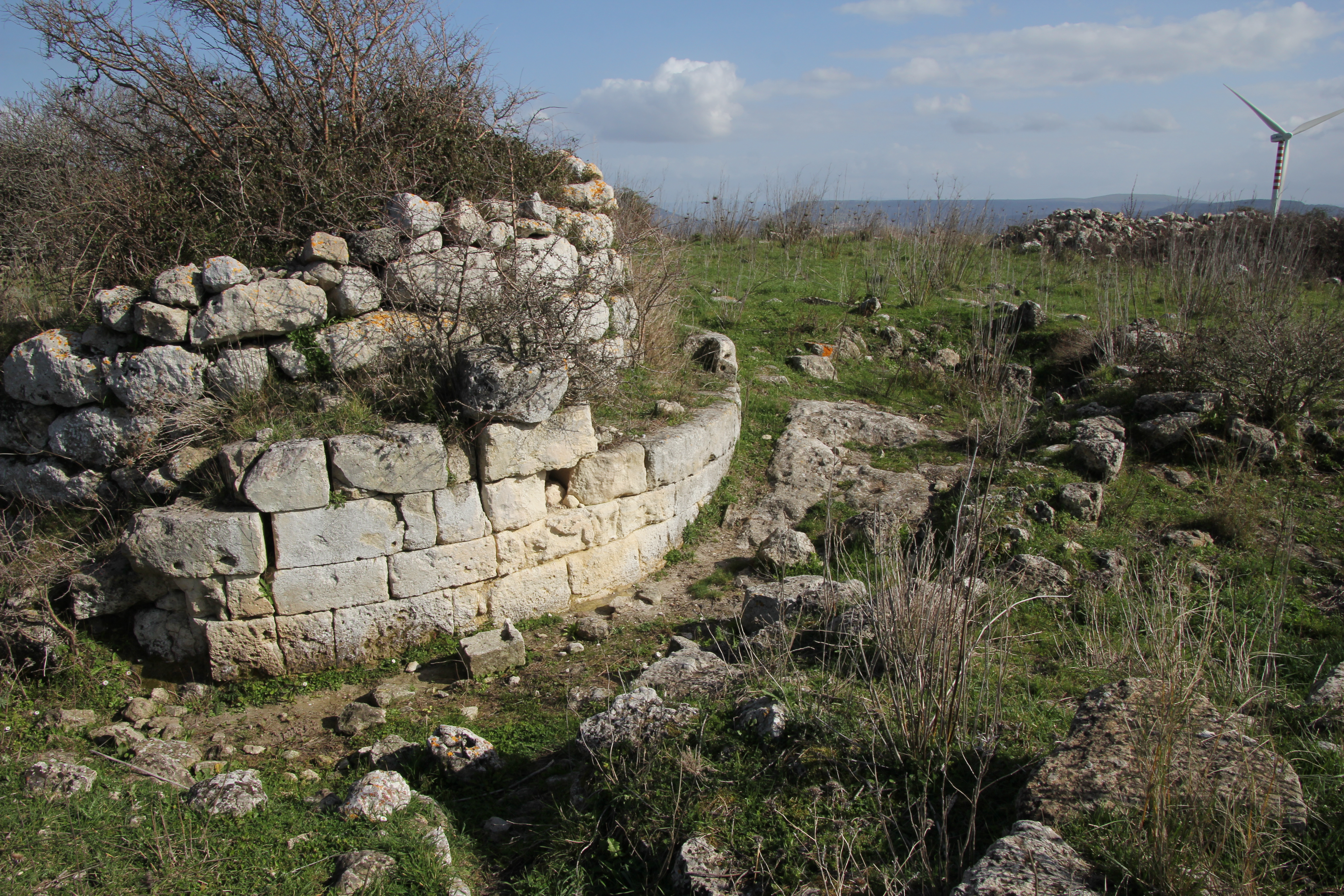
Punta Unossi – Nuraghe Sa Cuguttada

Punta Unossi ist eine Nuraghensiedlung (italienisch Villaggi nuragici) auf dem Plateau von Sa Cuguttada etwa 4,0 km südwestlich von Florinas in der Metropolitanstadt Sassari im Nordwesten Sardiniens. Punta Unossi war in den späten 1980er Jahren Gegenstand archäologischer Untersuchungen der Archäologinnen Angela Antona und Francesca Galli.
Der Platz besteht aus den Resten einer Ansammlung von Hütten verschiedener Art. Darunter befindet sich ein rundes Gebilde mit einem Außendurchmesser von etwa 11,0 und einem Innenraum von 7,6 Metern, das wegen seiner Elemente italienisch Capanna delle riunioni (deutsch Versammlungshütte) genannt wird. Es hat eine umlaufende Bank und eine zentrale, runde Basis auf der vermutlich ein Baityloi stand, wie er bei Ausgrabungen in der Umgebung gefunden wurde.
Im Zentrum der Siedlung steht der atypische Nuraghe Sa Cuguttada genannte runde, hohle Turm mit einem Durchmesser von 5,2 Metern, der aus unbearbeiteten Blöcken besteht, die ursprünglich vielleicht mit einer Tholos bedeckt waren und später von einem Opus isodomum (Mauerwerk), aus bearbeiteten Quadern gleicher Größe ummantelt wurde. Dieses letzte, zuganglose Element würde den Turm als „Dorfheiligtum“ kennzeichnen. Wie die verschiedene Strukturen und Materialien, die bei den Ausgrabungen gefunden wurden, nahelegen, wurde die Stätte bis in römische Zeit genutzt.